# Monika Balt
Monika Balt geb. Bauer (* 12. März 1951 in Großräschen) ist eine deutsche Politikerin (PDS).

## Leben
Monika Balt machte 1967 ihren Abschluss nach der 10. Klasse an der Polytechnischen Oberschule in Luckau. Es folgte von 1967 bis 1970 eine Ausbildung als Kinderkrankenschwester an der Medizinischen Fachschule Cottbus. In den Jahren 1976/77 absolvierte sie berufsbegleitende Qualifizierungen an der Bezirksakademie Gesundheitswesen mit dem Abschluss einer Fachkrankenschwester für Neurologie/Psychiatrie sowie von 1981 bis 1983 als Fürsorgerin. 1994 legte sie die Prüfung zur staatlich anerkannte Sozialarbeiterin ab.
Von 1970 bis 1981 war sie als Kinderkrankenschwester am Bezirkskrankenhaus Cottbus und von 1981 bis 1987 als Fürsorgerin im Ambulanten Gesundheitswesen Cottbus tätig. Es folgte von 1987 bis 1989 eine Anstellung bei der SED-Kreisleitung Cottbus-Stadt, zuständig für das Gesundheitswesen. Nach der Wende (DDR) war sie bis 1998 Sozialarbeiterin.
Neben ihrer Arbeit war sie von 1967 bis 1989 Mitglied im FDGB und seit 1990 Mitglied im Arbeitslosenverband Deutschland e. V. und dort seit 1990 ehrenamtliche Vorsitzende des Landesverbandes Brandenburg. Seit 1991 ist sie Mitglied der Gewerkschaft Handel, Banken und Versicherungen bzw. Ver.di.
Sie ist konfessionslos und hat zwei Kinder.

## Politik
Monika Balt war von 1980 bis 1989 Mitglied der SED und trat 1990 aus der Nachfolgerpartei PDS aus. Sie ist seitdem parteilos. Von Mai bis Oktober 1990 war sie Stadtverordnete der PDS-Fraktion in Cottbus.
Sie wurde 1998 als Parteilose über die offene Liste der PDS in den Bundestag gewählt und gehörte diesem bis 2002 an. Sie wurde über die Landesliste Brandenburg gewählt.

## Ehrungen
- Bundesverdienstkreuz am Bande (7. Oktober 1997)[1]